# Joel Edwards
Joel Edwards (* 1951 in Jamaika; † 30. Juni 2021 in London) war ein englischer Theologe, Pastor, Redner, Autor und Leiter christlicher Organisationen.

## Berufliches
Edwards doktorierte am St. John’s College der Universität Durham, wo er danach als Visitung Fellow tätig blieb. Diese Aufgabe nahm er auch beim Spurgeon’s College wahr. Daneben hat er als freier Mitarbeiter Sendungen für BBC produziert, hat Bücher geschrieben und Vorträge zu biblischen, ethischen und sozialen Fragen gehalten. Er war auch als Berater und Mentor tätig.
Edwards war über zehn Jahre Leiter der britischen Evangelischen Allianz und war internationaler Direktor der Micah Challenge (deutsch: Micha Initiative), einer christlichen Organisation, die sich gegen globale Armut und für weltweite Gerechtigkeit einsetzt. Von 2004 bis 2007 war er bereits deren Co-Vorsitzender. Er war Fürsprecher von Christian Solidarity Worldwide (CSW), die sich für Religionsfreiheit und Menschenrechte einsetzt.
Edwards war ordinierter Pastor einer großen afro-karibischen Denomination und Ehren-Domkapitular der St Paul’s Cathedral in London. Er wurde mit der Ehrendoktorwürde der Universität St. Andrews, Schottland, ausgezeichnet. 2018 war er einer der Sprecher an der Konferenz für Gerechtigkeit in Asien. Er wurde 2019 auf die Ehrenliste der Queen gesetzt, die Personen auszeichnet, die sich gegen Armut und Ungerechtigkeit einsetzen.

## Privates
Joel Edwards war verheiratet mit Carol und Vater zweier erwachsener Kinder und einiger Großkinder. Er lebte in London.

## Publikationen
- Unwiderstehlich. Kirche, die Jesus verkörpert. Neufeld Verlag, Schwarzenfeld 2010, ISBN 978-3-86256-004-2.